# Neko Case
Neko Case (nacida el 8 de septiembre de 1970 en Alexandria, Virginia) es una cantautora estadounidense, más conocida por su carrera en solitario y como miembro de The New Pornographers.
Su música se etiqueta comúnmente como country alternativo, aunque Case no la describe de esa forma. Grabó e hizo giras algunos años como Neko Case & Her Boyfriends antes de cambiar a su propio nombre. Case normalmente escribe su propio material, pero también interpreta y ha grabado versiones de canciones de artistas como Loretta Lynn, Tom Waits, Buffy Sainte-Marie, Bob Dylan, Hank Williams e incluso Queen. Frecuentemente implanta graciosas narraciones en sus espectáculos en vivo, un hábito que dice haber sacado de Wanda Jackson.
Es muy protectora con su independencia artística, combinada con su ética punk del D.I.Y. (Do It Yourself/Házlo Tú Mismo), un fuerte sentido de los negocios, y opiniones claras sobre sus objetivos artísticos. Ha rechazado ofertas de grandes sellos porque no la ofrecían suficiente control sobre su música, permaneciendo afilada con Mint Records en Canadá y Bloodshot y ANTI- en los Estados Unidos.
Aunque creció en los Estados Unidos, inició su carrera musical en Canadá. Vivió en Vancouver, Columbia Británica, de 1994 hasta 1998, tocando con una variedad de bandas de punk, sobre todo en Cub y Maow, y grabando su primer álbum de country. Frecuentemente colabora con músicos canadienses, incluyendo The New Pornographers, The Sadies y Carolyn Mark, y ha grabado material de varios compositores canadienses, notable en su EP Canadian Amp (2001). Como resultado, también es considerada una figura significativa de la música canadiense.
"Espero que pueda reconfortar a la gente un poco—quizás enseñar a la gente que hacer música es divertido y accesible también a ellos. No estoy aquí fuera para convertirme en Faith Hill, no quiero tocar en un estadio, y no quiero estar en los MTV Video Music Awards, mucho menos hacer un vídeo conmigo en él. Me gustaría alcanzar una audiencia más amplia y ver el estado de la música, cambiar a favor de los músicos y los fans de la música a lo largo de mi vida. Me importa mucho eso." 

## Biografía
Case nació de padres de ascendencia ucraniana. Su familia viajó bastante cuando era joven antes de asentarse en Tacoma, Washington, la ciudad que se considera su ciudad de residencia. Dejó su casa cuando tenía 15 años.
En 1994, Case se trasladó a Vancouver, Columbia Británica, para asistir al Emily Carr Instituto de Arte y Diseño. Mientras asistía a la escuela tocaba la batería en diversas bandas locales, incluyendo The Del Longs, The Propanes, The Weasles, Cub (que incluía también a Robynn Iwata de I AM SPOONBENDER), y Maow. Todas eran bandas locales de punk excepto por cub y The Weasles, que Case describió como un "supergrupo de country".

### The VirginianyMass Romantic
Case adoptó del todo la música country en su álbum de 1997 con Her Boyfriends The Virginian. El álbum contenía composiciones originales y versiones de canciones de Ernest Tubb, Loretta Lynn e incluso la canción de Queen, "Misfire" de 1974. Cuando el álbum salió las críticas comparaban a Neko Case con cantantes de honky-tonk como Lynn y Patsy Cline. 
En 1998, Case se graduó con una licenciatura en Bellas Artes, que significaba que perdía su visado de estudiante. Dejó Canadá por Seattle, Washington. Antes de irse, aun así, Case grabó las partes vocales para una serie de canciones que acabaron en Mass Romantic, el primer álbum de The New Pornographers. Sus partes vocales en canciones como "Letter from an Occupant" son actuaciones honestas de power-pop, despojándose del todo de cualquier elemento country. Una vez el álbum salió el 28 de noviembre de 2000, Mass Romantic se convirtió en un sorprendente éxito. Originalmente concebido como un proyecto paralelo de sus miembros, The New Pornographers decidieron girar juntos y finalmente grabar un segundo álbum.

### Furnace Room Lullaby
El 22 de febrero de 2000, Case sacó su segundo álbum en solitario con Her Boyfriends, Furnace Room Lullaby. Un set completo de 12 canciones originales, Lullaby introducía los elementos del "country noir" que han definido la carrera en solitario de Case en adelante. Ese tono fue ecidente incluso por la foto de la portada, incluyendo a Case en el suelo como un cadáver en un suelo 
de cemento. Ya dentro del álbum, su estilo vocal se aleja del honky-tonk categórico pero retiene sus vibrantes comparaciones con músicos como Cline, Lynn, Hazel Dickens, Tanya Tucker, y Dolly Parton. La canción que da título al disco se incluyó la banda sonora de la película de Sam Raimi The Gift, y "Porchlight" se incluyó en la banda sonora de The Slaughter Rule. 
Case a veces gira con su amiga, la cantante canadiense y compositora Carolyn Mark, como The Corn Sisters. Una de sus actuaciones, en el Hattie's Hat de Seattle en Ballard, se grabó y sacó como un álbum, The Other Women, el 28 de noviembre de 2000.
Más o menos en la fecha en la que salió Lullaby, Case dejó Seattle por Chicago porque sentía que Seattle no era muy hospitalario con sus artistas locales.
El primer trabajo de Case en Chicago fue un EP de ocho canciones que grabó en su cocina. Canadian Amp, su primer trabajo sin Her Boyfriends, salió en su propio sello Lady Pilot en 2001. Ella escribió dos de las canciones. Seis canciones eran versiones, incluyendo la canción de Neil Young "Dreaming Man" y la de Hank Williams "Alone and Forsaken". Cuatro de las versiones fueron escritas por artistas canadienses. El EP inicialmente solo estaba disponible en los conciertos de Case, pero finalmente su salida fue más amplia.
Case grabó su tercer larga duración, Blacklisted, en Tucson, Arizona. Su primera edición en la que solo aparecía ella en los créditos, sin Her Boyfriends, que salió el 20 de agosto de 2002. Algunos creen que el título "Blacklisted" (en la lista negra) alude Case siendo censurada de por vida del Grand Ole Opry porque se quitó la camisa durante una actuación el 4 de agosto de 2001 , aunque la misma Case ha negado esto. 
 Fue preguntada sobre el incidente en 2004, y Case respondió "Tenía una insolación. A la gente le hubiera encantado que hubiese sido una cosa punk del tipo jódete, pero en realidad fue una dolencia física."
 Archivado el 19 de octubre de 2007 en Wayback Machine.
La mayor parte de las 14 canciones del álbum son originales, excepto por las versiones de "Running Out Of Fools", previamente un hit de Aretha Franklin, y "Look For Me (I'll Be Around)". Blacklisted impulsa el sonido de "country noir", y fue descrito por los críticos como exuberante, gris y atmosférico. Case citó al director David Lynch, al compositor Angelo Badalamenti, y la banda sonora de Neil Young de la película Dead Man como influencias. Una canción, "Deep Red Bells", fue inspirada por los recuerdos de Case de ser una vulnerable joven del área de Seattle cuando el Green River Killer (el asesino de Green River) estaba suelto.
En abril de 2003, Case fue votada como "The Sexiest Babe of the Indie Rock", en una encuesta de internet en playboy.com, recibiendo un 32% de los votos. Playboy la pidió posar desnuda para su revista, pero ella rechazó la oferta. Le dijo a la revista Entertainment Weekly que "yo no quería ser la chica que posaba en Playboy y entonces —by the way—hacía algo de música. Yo estaría muy enfadada si después de un espectáculo alguien viniera arriba hacia mi y me diese una foto de mí y quisiera que se la firmase en vez de mi CD". En entrevistas más recientes ella se negó a discutir la encuesta.

### Electric VersionyTwin Cinema
El segundo álbum de The New Pornographers Electric Version, salió el 6 de mayo de 2003. Case cantó en incluso en más canciones en este álbum, y giró de nuevo con el grupo.
El 3 y el 4 de abril de 2004, Case tocó en dos espectáculos con colaboradores de hacía mucho tiempo The Sadies en el Lee's Palace en Toronto, que grabaron para sacarlo como un álbum en directo The Tigers Have Spoken, en octubre del mismo año.
Twin Cinema, el tercer álbum de The New Pornographers salió el 23 de agosto de 2005, en el que Case de nuevo cantó en diversas canciones. Además de proporcionar partes vocales acompañantes, Case es la cantante principal en dos baladas, "The Bones of an Idol" y "These Are The Fables".

### Fox Confessor Brings the Flood
Fox Confessor Brings the Flood salió el 7 de marzo de 2006. El álbum fue grabado primeramente en Tucson, Arizona durante el transcurso de dos años mientras Neko trabajaba en su disco en vivo "The Tigers Have Spoken" y continuaba tocando con The New Pornographers. Los críticos aclamaron el disco no solo por la voz de Neko, sino también por su uso de imágenes duras y estructuras poco frecuentes. Fox Confessor Brings The Flood se encontró en muchas listas de lo mejor del 2006, como el número 1 la elección musical de los editores de Amazon.com, y número 2 en el All Songs Considered de NPR.

## Premios
Neko fue agraciada con el premio de "Artista Femenina" del Año en el "Plug Independent Music Awards" el 2 de marzo de 2006. . Estuvo en la plaza número 52 de la lista de los 200 discos del año.

## Discografía

### Con Maow
- I Ruv Me Too (7" EP) (US: Twist Like This Records, 1995)
- Unforgiving Sounds of Maow (CA: Mint Records, 1996)

### En solitario
- The Virginian (con Her Boyfriends) (CA: Mint Records; US: Bloodshot Records, 1997)
- Furnace Room Lullaby (con Her Boyfriends) (CA: Mint Records; US: Bloodshot Records, 2000)
- Canadian Amp (EP) (Lady Pilot, 2001)
- Blacklisted (CA: Mint Records; US: Bloodshot Records; EU: Matador Records, 2002)
- The Tigers Have Spoken (CA: Mint Records; US: Anti- Records, 2004)
- Fox Confessor Brings the Flood (US: Anti- Records, released March 7, 2006)
- Middle Cyclone (US: Anti- Records, released March 3, 2009)

### Con The Corn Sisters
- The Other Women (CA: Mint Records, 2000)

### Con the New Pornographers
- Mass Romantic (CA: Mint Records; US & EU: Matador Records, 2000)
- Electric Version (CA: Mint Records; US & EU: Matador Records, 2003)
- Twin Cinema (CA: Mint Records; US & EU: Matador Records, 2005)
- Challengers (Matador Records, 2007)
- Together (Matador Records, 2010)

### Con The Sadies
- Make Your Bed/Gunspeak/Little Sadie (7") (US: Bloodshot Records, 1998)
- My '63 / Highway 145 (by Whiskeytown) (Split 7") (US: Bloodshot Records BS 037, 1998)

## Videografía
- Live From Austin TX Neko Case (DVD) (US: New West Records/Austin City Limits/KLRU, 2006).